# Kvarteret Abisko

Abisko (uttal [aˈbɪskʊ] med betoning på andra stavelsen) är ett kvarter i västra Vasastaden i Linköping. Kvarteret består av lägenhetshus och en centrumanläggning, Abisko centrum.
Kvarteret är uppkallat efter Abisko nationalpark och ska skämtsamt ha fått sitt namn för att det vid tiden var Linköpings nordligaste kvarter, men det uttalas olikt nationalparken med betoning på andra stavelsen. Kvarteren i nordvästra Innerstaden har alla namn på A-, medan de i nordost har namn på B- och så vidare. Kvarteret gränsar följaktligen till kvarteren Ankungen och Assessorn.
Precis vid Abisko centrum möts flera gator: Vasavägen, Götgatan, Bergsvägen, Grenadjärgatan och Västra vägen i en rondell vid namn Abiskorondellen. Abiskorondellen togs i bruk 1954 och är således Linköpings äldsta cirkulationsplats som fortfarande är i bruk. Byggandet av rondellen ingick i ett större arbete med omläggning av Bergsvägen i början av 1950-talet.
Abisko centrum stod färdigt hösten 1957 och var Linköpings första centrumanläggning med ett stort utbud av butiker. Bland annat fanns speceriaffär, postkontor, bankkontor, fisk- och grönsaksaffär, apotek, bokhandel med mera. Precis norr om centrumet lät man omvandla stadens soptipp till en idrottsplats vid namn Lingvallen och i den del av centrumbyggnaden som vetter mot idrottsplatsen öppnade även ungdomsgården Linggården.
I den del av centrumet som inte innehåller bostäder planerar det kommunala bostadsföretaget Stångåstaden att riva byggnaderna och bygga ett sexvåningshus med lägenheter och mataffär.